# Henry Grace à Dieu
Henry Grace à Dieu ("Henrik af Guds nåde") eller Great Harry var en karak i den engelske flåde i 1500-tallet. Det er samtidigt med den berømte  Mary Rose, men Henry Grace à Dieu var større. Det var Henrik 8.'s flagskib og var 50 m langt, vejede 1.000–1.500 tons og havde en besætning på mellem 7.00 og 1.000. Det havde en bak fire dæk høj og agter to dæk højt

Skibet skulle være bestilt af Henrik 8. som svar på skotternes Michael fra 1511.
Skibet brændte sandsynligvis i Woolwich i 1553. Den eneste samtidige afbildning af skibet findes i Anthonyrullen.